# Fieseler F2 Tiger
Fieseler F2 Tiger byl první letoun, který v původní konstrukci navrhl Gerhard Fieseler a vyrobil jej v nově založené společnosti Fieseler Flugzeugbau v německém Kasselu. Tento dvoumístný dvouplošník byl navržen výhradně pro leteckou akrobacii. Po schválení k provozu obdržel imatrikulaci D-2200. Byl vyroben pouze jediný letoun.

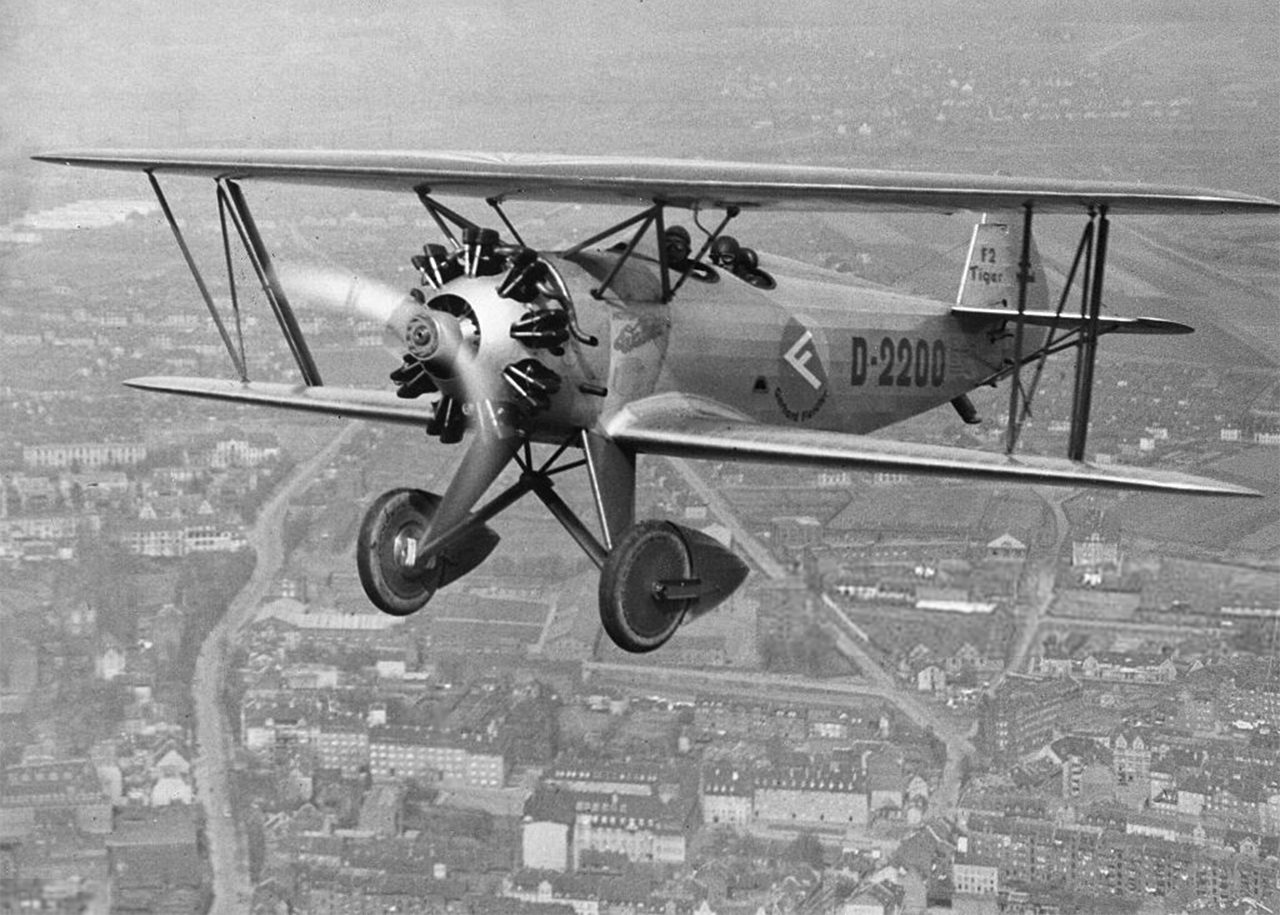
Fieseler F2 Tiger (1932)

## Vznik a vývoj
Gerhard Fieseler byl zaměstnán jako konstruktér, letecký instruktor a akrobat u německé firmy Raab-Katzenstein. Zde se podílel i na konstrukci jednomístného letounu Raab-Katzenstein RK-26 Tigerschwalbe ("Tygří vlaštovka"). V roce 1930 společnost Raab-Katzenstein zbankrotovala a Fieseler založil novou společnost Fieseler Flugzeugbau Kassel, kde pokračoval ve vývoji tohoto akrobatického letounu, jehož modifikovaná verze pak nesla označení Fieseler F1 Tigerschwalbe (1930).
Gerhard Fieseler se živil koncem 20. a začátkem 30. let hlavně jako akrobatický pilot. Byl jedním z nejlépe placených akrobatických pilotů na světě. S příjmy, které inkasoval, byl schopen financovat i svou vlastní leteckou konstrukční společnost. Zakoupil v Kasselu krachující firmu Segel-Flugzeugbau (Stavba kluzáků). Aby zůstal konkurenceschopný, pokračoval ve vývoji původního letounu Fieseler F1 Tigerswalbe s cílem, aby nový stroj měl ještě lepší vlastnosti než F1 Tigerswalbe. V roce 1931 s tímto projektem vstoupil na pole originálních konstrukcí letadel. Takto se zrodil F2 Tiger.
Fieseler si pro letadlo vybral jméno Tiger (Tygr) jako připomínku své přezdívky, kterou obdržel během první světové války na balkánské frontě. Fieseler byl označován za letecké eso první světové války s téměř 20 sestřely na kontě. Nový akrobatický letoun poprvé vzlétl v dubnu 1932 na letišti Kassel-Waldau.

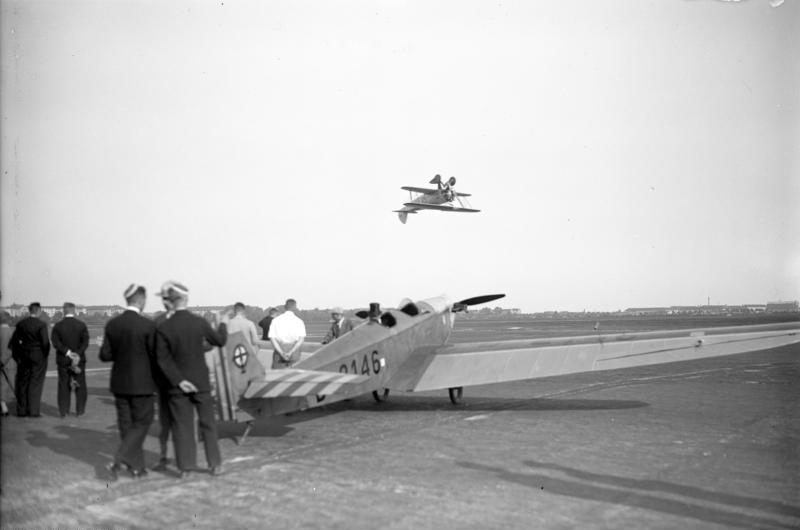
Nejlepší německý pilot Gerhard Fieseler při demonstraci letu na zádech v rychlostí 250 km/h (Berlín, F2 Tiger, 1932)

## Popis letounu
Srdcem stroje byl vestavěný motor Walter Pollux II (1932). Byl to nejnovější produkt československé továrny A.S. Walter, továrna na automobily a letecké motory z Prahy XVII-Jinonic. Tento motor byl pokračovatelem motoru Walter Castor, který se Fieselerovi osvědčil v původním F1 Tigerschwalbe. Pollux byl ideálním motorem, protože až výšky 1000 m dosahoval výkonu 295 kW (400 koní). To pilotovi poskytlo velkou rezervu výkonu. Akrobatická verze tohoto motoru se odlišovala úpravami na sacím a mazacím systému motoru, aby byly zajištěny tyto funkce ve všech akrobatických polohách. Tento motor byl vybaven speciálním bezplovákovým karburátorem konstrukce Walter.

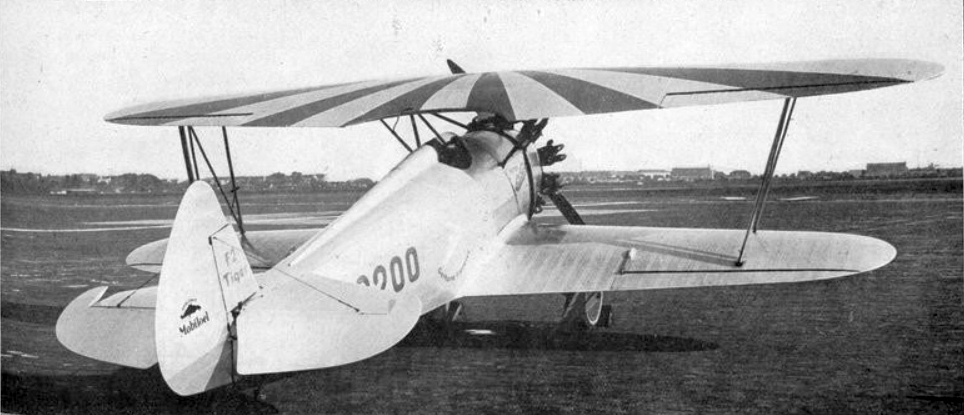
Fieseler F-2 Tiger (L'Aéronautique, listopad 1933)

Letadlo bylo smíšené konstrukce. Byl to samonosný, dvoumístný dvouplošník, jehož nosný systém byl řešen podobně jako u Fokkera a mnohých německých konstruktérů: horní nosná plocha byla v celku, spodní byla zapuštěna do trupu. Vnější N-vzpěry sloužily pouze k vyztužení dřevěných křídel proti kroucení. Zvláštní vlastností byla volba symetrického profilu křídla. V důsledku toho byly letové vlastnosti stroje v normální i v poloze na zádech přibližně stejné. Trup s ocasní jednotkou byly postaveny jako ocelová konstrukce ze svařených trubek a byly opatřeny plátěným potahem. Přibližně 330 kg vážící motor Pollux byl nesen krátkou, odnímatelnou trubkovou konstrukcí z oceli. Aby byla zajištěna manévrovatelnost i při nízkých rychlostech a účinnosti kormidla v celém rozsahu rychlostí, byl proveden pokus přivést všechny „hmoty“ směrem k těžišti. Uspořádání motoru, palivových nádrží a sedadla pilota tento cíl splnilo. Pro získání příznivých podmínek proudění vzduchu kolem trupu a před SOP byly použity podélné vzpěry vyrobené z duralových trubek. Tím bylo dosaženo přibližně kruhového průřezu trupu. Osa podvozku byla rozdělena. Podvozková kola byla opatřena velmi jednoduchým kapkovitým zákrytem kol, což stroji dodalo výrazný vzhled. Druhé sedadlo (tandemové uspořádání) bylo možné zakrytovat.

Užitečné zatížení stroje bylo 390, výkonové zatížení 3,5 kg/k a spotřeba paliva při cestovní rychlosti 75-80 l/h.

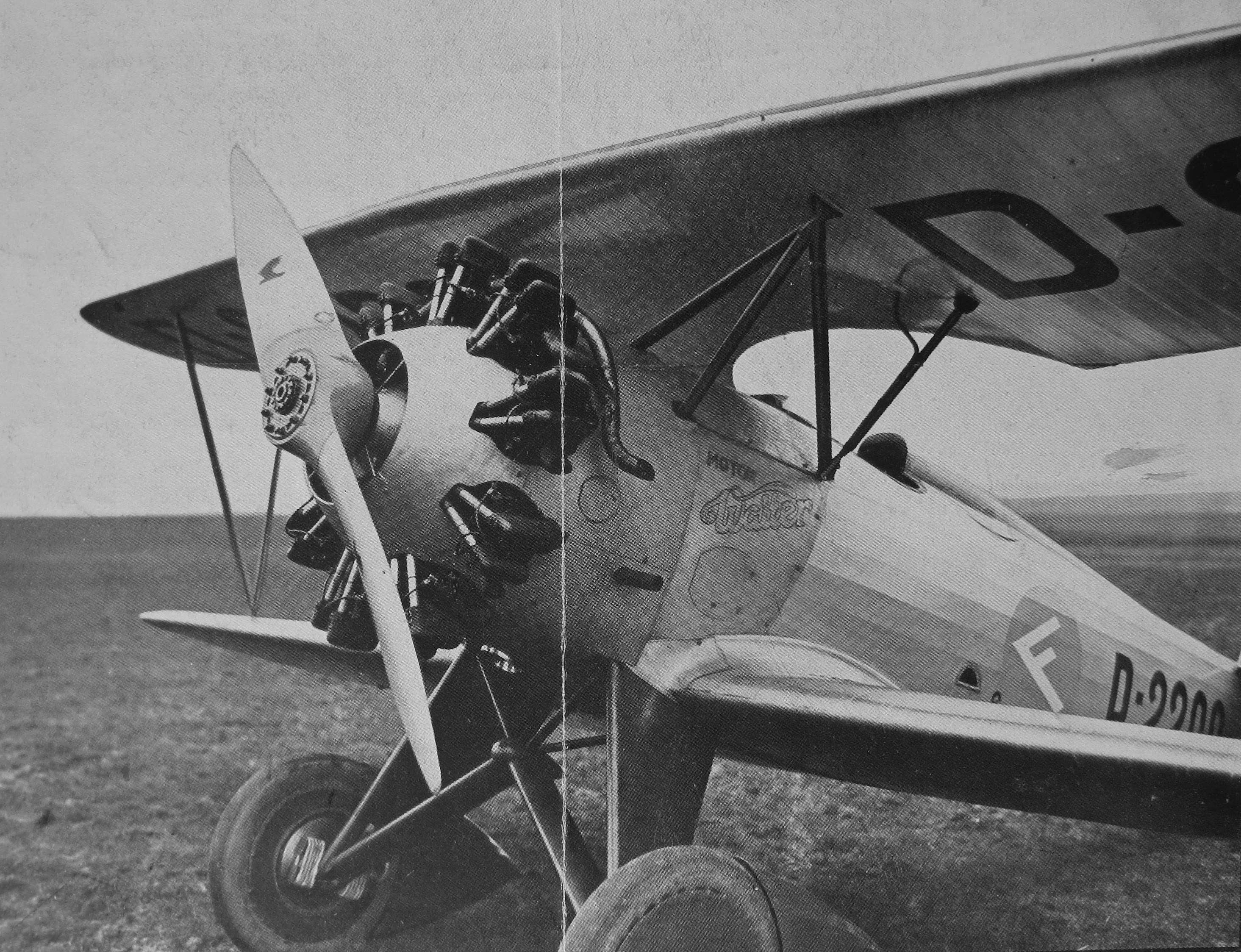
Walter Pollux II A a Fieseler F2 Tiger (1934)

## Použití
První sportovní soutěže absolvoval Fieseler v létě 1932 ve francouzském Saint-Germain-en-Laye a švýcarském Curychu. Nesoutěžní mezinárodní mítink v Saint-Germain-en-Laye se konal 5. června 1932 a uspořádala jej společnost Air Propaganda Society of Paris. Britský Flight výkon Fieselera popsal jako "senzační létání s jeho novým dvoumístným dvojplošníkem Tiger F.2“.
Letecký mítink v Curychu, který se konal od 22. července do 31. července a byl uspořádán aeroklubem Aero Club of Switzerland, byl částečně národní a částečně mezinárodního charakteru. V soutěži "civilní akrobacie" se zúčastnilo šest letounů. Nejvyšší počet bodů (99 b.) zaznamenal Gerhard Fieseler na svém F2 "Tiger" (360 HP Walter Pollux). Druhým skončil Dr. Gullman na Raab-Katzenstein "Tigerschwalbe" (240 HP Walter Castor) s 87 body a třetí byl Gerd Achgelis na Focke-Wulf "Kiebitz". První start = první vítězství.
S tímto letounem se Fieseler zúčastnil prvního, oficiálního mistrovství světa v letecké akrobacii Coupe Mondiale d'Arcobatie Aerienne ve francouzském Vincennes u Paříže, které se konalo 9.–10. června 1934. Soutěže se zúčastnili i českoslovenští piloti Ján Ambruš a František Novák na strojích Avia В-122 s motorem Walter Castor II. Hlavní souboj o světové prvenství však předvedli Němec Gerhard Fieseler a Francouz Michel Detroyat (Morane-Saulnier 225 s motorem Gnome & Rhone K9, 550 HP). Závody sledovalo na 250 000 diváků.

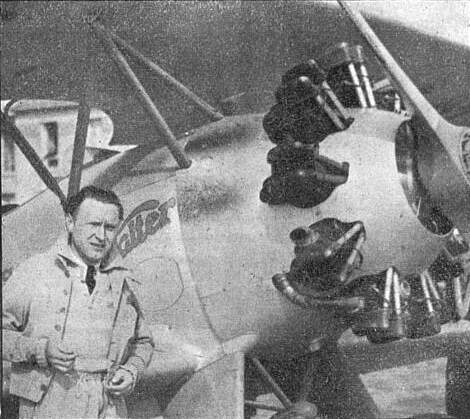
Gerhard Fieseler, akrobatický mistr světa 1934 se svým F2 Tiger osazeným motorem Pollux

Fieseler se na letadle F2 Tiger sebejistě prosadil i proti svému francouzskému konkurentovi. Zvítězil o 23 bodů (645,2 b. proti druhému s 622,9 b.) a znamenalo to vyvrcholení jeho velké letecké kariéry. Za své vítězství obdržel tehdy obrovskou částku 100 000 franků, které pak investoval do své firmy Fieseler Flugzeubau. Naši piloti se na mistrovství světa v letecké akrobacii rozhodně neztratili. Pilot šrtm. František Novák s novým akrobatickým speciálem Avia B-122 (OK-AVE) obsadil nečekaně výborné 4. místo a škpt. Ján Ambruš na stroji téže značky s imatrikulací OK-AVI obsadil 8. místo.
Fieseler dokázal plně svoje veliké umění a dlouholetou zručnost i odvahu v tomto oboru létání, což při jeho poměrně značném věku — 38 let — je tím obdivuhodnější. Byl přímo vzorem v precisnosti, vypočítavosti a dokonalosti provádění tolika obtížných, efektních figur, které následovaly plynule za sebou, přesně tak, jak byly autorem udány. Zajistil si tak "věčný" zápis do historických knih jako první mistr světa v letecké akrobacii. Po mistrovství, na kterém zahynuli dva z jeho soupeřů, však akrobacie nadobro zanechal. Letoun byl zničen při bombardování v roce 1942 a do současnosti se nedochoval.
Vzpomínka na tento výjimečný letoun byla dokumentována velkoplošnou fotografií letounu Fieseler F2 Tiger v bývalém areálu Walter v Jinonicích (nyní rezidence Waltrovka), v restauraci Perfect Canteen Aviatica Filipa Sailera (U Trezorky 921/2, Praha 5-Jinonice). Po "covidovém" krachu této restaurace v obnoveném podniku Automat Aviatica tato fotografie již není (2022).

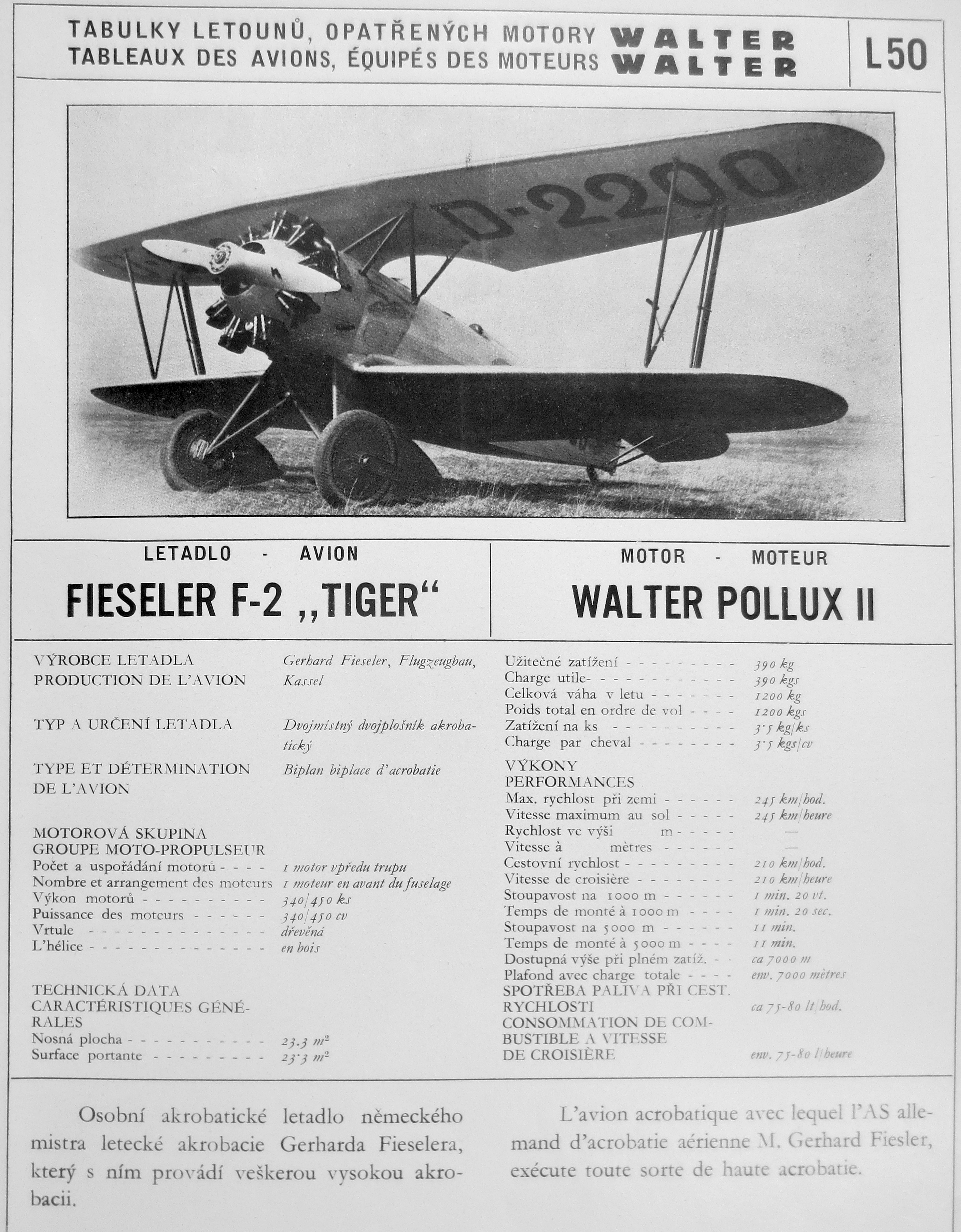
Fieseler F2 Tiger a Walter Pollux II (1932)

## Uživatelé
- Německo
  - Gerhard Fieseler (1 letoun, D-2200)

## Specifikace
Údaje dle

### Technické údaje
- Posádka: 2
- Rozpětí: 8,16 m
- Délka: 6,85 m
- Výška: 2,80 m
- Nosná plocha: 23,30 m2
- Hmotnost prázdného letadla: 800 kg
- Vzletová hmotnost: 1 200 kg
- Pohonná jednotka: hvězdicový vzduchem chlazený devítiválcový motor Walter Pollux II
- Výkony
  - vzletový: 450 k (331 kW) při 2000 ot/min
  - jmenovitý: 340 k (250 kW) při 1800 ot/min
- Vrtule: pevná, dřevěná, dvoulistá

### Výkony
- Maximální rychlost: 245 km/h
- Cestovní rychlost: 210 km/h
- Přistávací rychlost: 80 km/h
- Praktický dostup: 7 000 m
- Stoupavost: do 1000 m 1 min 20 s., do 5000 m 11 minut
- Dolet: 750 km